# Ясень (Велюнський повіт)
Ясень (пол. Jasień) — село в Польщі, у гміні Осьякув Велюнського повіту Лодзинського воєводства.
Населення — 56 осіб (2011).
У 1975-1998 роках село належало до Серадзького воєводства.

## Демографія
Демографічна структура станом на 31 березня 2011 року:
|          | Загалом | Допрацездатний вік | Працездатний вік | Постпрацездатний вік |
| -------- | ------- | ------------------ | ---------------- | -------------------- |
| Чоловіки | 35      | 6                  | 22               | 7                    |
| Жінки    | 21      | 3                  | 11               | 7                    |
| Разом    | 56      | 9                  | 33               | 14                   |